# Sabine Heß
Sabine Heß (n. 1 octombrie 1958, Dresda, RDG) este o sportivă ce a reprezentat Republica Democrată Germană, medaliată olimpică. A participat la o ediție a Jocurilor Olimpice (1976) în care a câștigat o medalie de aur.

## Participări
Lista de mai jos prezintă principalele competiții la care a participat Sabine Heß de-a lungul carierei sale.
- rowing at the 1976 Summer Olympics – women's coxed four[*][5]